# تپه شهن‌آباد
تپه شهن آباد مربوط به عصر مس است و در شهرستان دلفان، دهستان میربگ شمالی واقع شده و این اثر در تاریخ ۱۰ مهر ۱۳۸۰ با شمارهٔ ثبت ۴۱۵۵ به‌عنوان یکی از آثار ملی ایران به ثبت رسیده است.